# Northlake (Illinois)
Northlake város az USA Illinois államában, Cook megyében. Lakosainak száma 12 840 fő (2020. április 1.).
A településen található az Union Pacific Railroad egyik rendezőpályaudvara.

## Népesség
A település népességének változása:
| Lakosok száma | 4361 | 12 323 | 12 840 |
|               | 1950 | 2010   | 2020   |